# Elna From
Elna Vilhelmine Caroline Marie From (15. juni 1869 – 5. juli 1943) var en dansk skuespillerinde.
Hun er uddannet på Det Kongelige Teaters elevskole og scenedebuterede på Dagmarteatret i 1888. Herefter blev hun engageret af Casino hvor hun blev i en længere periode, ligesom hun også optrådte på en række mindre provinsteatre og varietescener. Sygdom tvang hende til at trække sig, men i 1943 – efter tyve års fravær – fik hun et mindre comeback med en optræden i August Strindbergs stykke Pelikanen.
Hun filmdebuterede i 1911 hos Nordisk Film og medvirkede her i en række stumfilm. Sidenhen blev det til et pat film for Kinografen og en enkelt film hos Filmfabrikken Danmark. Hun skrev desuden manuskriptet til en enkelt film, som blev indspillet i 1912.
Elna From var gift to gange. Første gang med kontorchef From og derefter med skuespiller Edmund Petersen. Begge ægteskaber blev opløst. Foruden de børn, der var født inden for sine to ægteskaber, fik hun også tre børn med komponist og kapelmester Jacob Gade (1879-1963). Elna From døde 5. juli 1943, og hun ligger begravet på Sundby Kirkegård i København.

## Filmografi

### Som skuespillerinde
- Ved fængslets port (instruktør August Blom, 1911)
- Dyrekøbt Glimmer (som skibstømrer Rasmussens kone; instruktør Urban Gad, 1911)
- Ekspeditricen (instruktør August Blom, 1911)
- Herr Storms første Monocle (instruktør August Blom, 1911)
- Godt klaret (som stuepige; instruktør William Augustinus, 1911)
- Stævnemødet i Frederiksberg Have (som fru Lam; instruktør William Augustinus, 1911)
- Den hvide Tulipan (instruktør William Augustinus, 1911)
- Skæbnens Hjul (instruktør William Augustinus, 1911)
- Lægens Hustru (som barnepigen; instruktør William Augustinus, 1911)
- Gadeoriginalen (som en fattig kone; instruktør August Blom, 1911)
- Tvillingebrødrene (instruktør William Augustinus, 1911)
- Smæklaasen (instruktør William Augustinus, 1911)
- Jernbanens Datter (instruktør August Blom, 1912)
- Trofast Kærlighed (instruktør Einar Zangenberg, 1912)
- Storstadsvildt (som Amanda; instruktør Einar Zangenberg, 1912)
- Elskovsbarnet (som Kludekræmmer-kone; instruktør Einar Zangenberg, 1914)
- For Barnets Skyld (som værtinden; instruktør Vilhelm Glückstadt, 1915)
- Den forelskede Gullaschbaron (som kammerraadinde Vilsen; Laurids Skands, 1917)
- Mislykket Optagelse af levende Billeder (instruktør William Augustinus, DK)

### Som manuskriptforfatterinde
- Skovsøens Datter (instruktør Einar Zangenberg, 1912)